# Ustrój polityczny Bułgarii
W Europie Środkowej i Wschodniej, zmiany polityczne doprowadziły w roku 1989 do pokojowego ustąpienia, pod wpływem nacisków, wieloletniego komunistycznego przywódcy Bułgarii, Todora Żiwkowa. Tym samym Bułgaria wkroczyła na drogę rozwoju demokratycznego. Pierwsze wolne wybory parlamentarne odbyły się w czerwcu 1990 roku. Nie wygrała ich demokratyczna opozycja, ale wywodząca się z partii komunistycznej Bułgarska Partia Socjalistyczna. Bułgaria jako pierwsza wśród krajów Europy Środkowo-Wschodniej uchwaliła i wprowadziła w życie nową, niekomunistyczną, opartą na liberalno-demokratycznych zasadach konstytucję.
Bułgaria jest republiką demokratyczną, której ustrój oparty jest na konstytucji przyjętej przez Wielkie Zgromadzenie Narodowe 12 lipca 1991 roku.
Ostatnie wybory prezydenckie odbyły się 21 listopada 2021 roku. Prezydentem został wybrany Rumen Radew.

## Władza wykonawcza

### Prezydent Republiki
Prezydent Republiki „jest głową państwa (...)” i „reprezentuje Republikę Bułgarii w stosunkach międzynarodowych” (art. 92 ust. 1). W działalności wspomaga go wiceprezydent.
Prezydent jest wybierany w wyborach powszechnych i bezpośrednich przez obywateli na okres pięciu lat. Równocześnie i z jednej listy z prezydentem wybierany jest wiceprezydent. Nie mogą oni być przedstawicielami ludowymi, wykonywać innej działalności państwowej, społecznej i gospodarczej ani uczestniczyć w kierownictwie partii politycznych.
Do kompetencji głowy państwa należy m.in.:
- zarządzanie wyborów do Zgromadzenia Narodowego oraz do organów samorządu lokalnego;
- kierowanie orędzia do narodu i do Zgromadzenia Narodowego;
- zawieranie umów międzynarodowych (jedynie w sytuacjach określonych przez ustawę);
- ogłaszanie ustaw;
- zatwierdzanie zmiany granic i siedzib władz jednostek administracyjno-terytorialnych na wniosek Rady Ministrów;
- mianowanie i odwoływanie, na wniosek Rady Ministrów, szefów przedstawicielstw dyplomatycznych;
- udzielanie prawa azylu;
- stosowanie prawa łaski.

Prezydent powierza kandydatowi na premiera, wskazanemu przez najliczniejszą grupę parlamentarną, misję sformowania rządu. Jeśli jednak parlament nie dojdzie do porozumienia w sprawie wyłonienia rządu, prezydent dysponuje prawem powołania rządu tymczasowego.
Zgodnie z konstytucją prezydent stoi na czele Konsultatywnej Rady Bezpieczeństwa, a także na czele Sił Zbrojnych, co oznacza, że mianuje i odwołuje naczelne dowództwo (na wniosek Rady Ministrów). W czasie, gdy nie obraduje Zgromadzenie Narodowe, prezydent ogłasza stan wojny, stan wojenny lub inny stan nadzwyczajny. Do jego kompetencji należy również wydawanie dekretów, które są współpodpisywane przez premiera (lub odpowiedniego ministra), a także orędzi i posłań.
Tak więc zakres władzy prezydenta nie jest zbyt duży. W jego gestii leży jedynie sprawowanie roli reprezentacyjnej w państwie, jak i na arenie międzynarodowej. Urząd ten można nazwać „asymetrycznym”, gdyż z jednej strony prezydent wybierany jest w wyborach powszechnych i bezpośrednich, w oparciu o zasadę większości bezwzględnej, co świadczy o legitymacji do sprawowania urzędu, z drugiej zaś zakres przynależących do prezydenta kompetencji jest znacznie ograniczony.

### Rada Ministrów

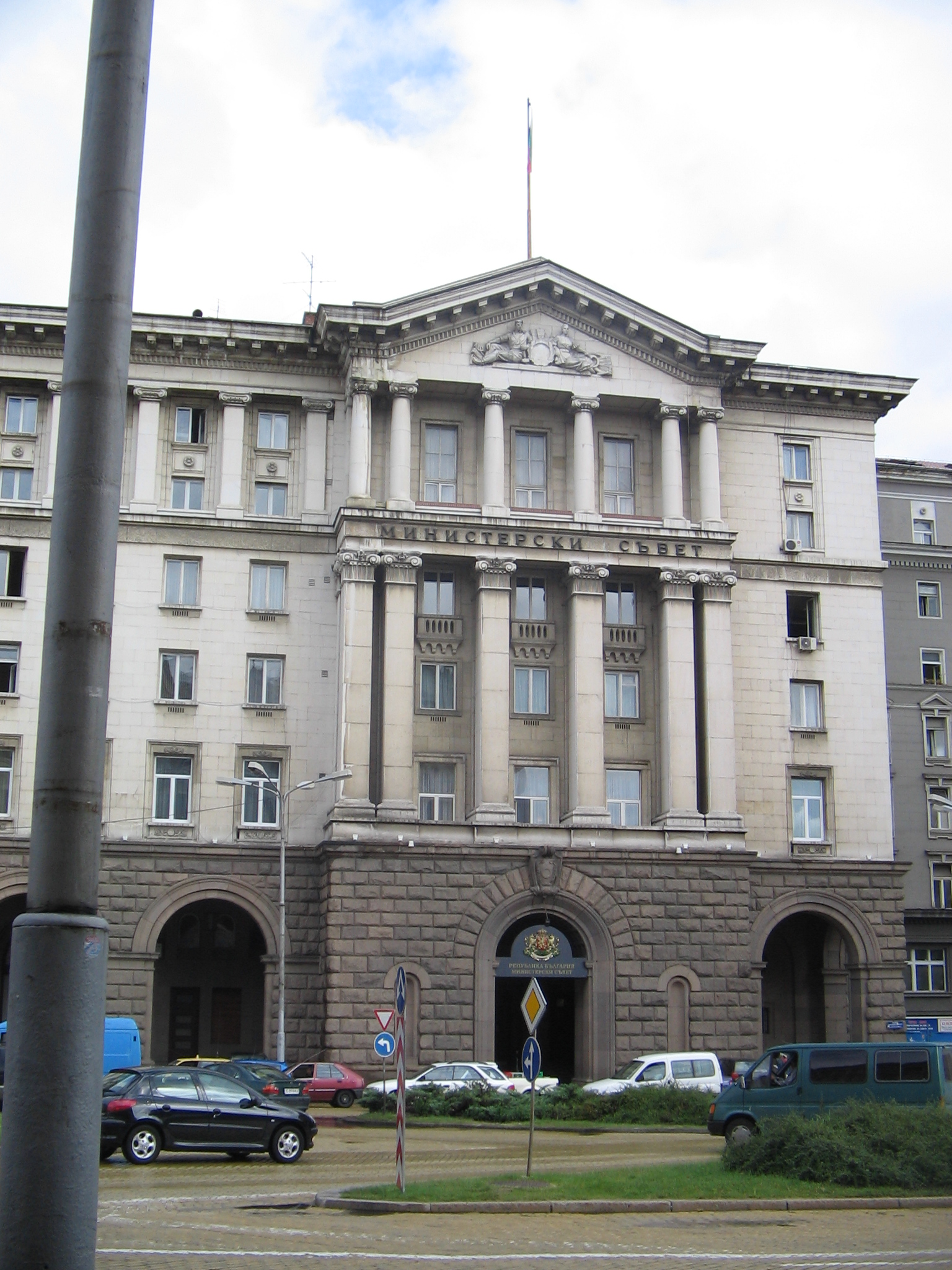
Siedziba rządu bułgarskiego, Sofia

Rada Ministrów „kieruje i realizuje wewnętrzną i zagraniczną politykę państwa” (art. 105 ust. 1), „zapewnia porządek publiczny i bezpieczeństwo narodowe oraz realizuje ogólne kierownictwo wobec administracji państwowej i Sił Zbrojnych” (art. 105 ust. 2).
W skład Rady Ministrów wchodzi premier, jego zastępcy oraz ministrowie. Premier koordynuje politykę rządu i ponosi za nią odpowiedzialność. Ministrowie natomiast kierują poszczególnymi ministerstwami.
Do zadań Rady Ministrów należy kierowanie wykonaniem budżetu oraz organizacja gospodarowania majątkiem państwa. Uchyla akty ministrów będące niezgodne z prawem lub niewłaściwe, a także podejmuje uchwały, rozporządzenia i decyzje. W drodze uchwał Rada Ministrów przyjmuje również regulaminy i zarządzenia.
Rada Ministrów pełni swoje funkcje do czasu, gdy cieszy się zaufaniem większości parlamentarnej, czyli do wyboru nowej Rady Ministrów.
Konstytucja bułgarska nie przyjęła rozwiązania w postaci „konstruktywnego wotum nieufności”, co może wskazywać pewne osłabienie pozycji rządu wobec parlamentu. Jednak istnieje rozwiązanie wzmacniające status rządu względem Zgromadzenia Narodowego a mianowicie regulacja pozwalająca Radzie Ministrów wystąpić do parlamentu o wotum zaufania.

## Władza ustawodawcza
„Zgromadzenie Narodowe wykonuje władzę ustawodawczą i sprawuje kontrolę parlamentarną” (art. 62). Składa się z 240 przedstawicieli ludowych i jest wybierane na okres czterech lat. Przewiduje się przedłużenie kadencji w wypadku wojny, stanu wojennego lub innego stanu nadzwyczajnego, do czasu ustania tych okoliczności.
Przedstawiciele ludowi reprezentują nie tylko swoich wyborców, lecz również cały naród. Nie mogą oni pełnić innej służby państwowej.

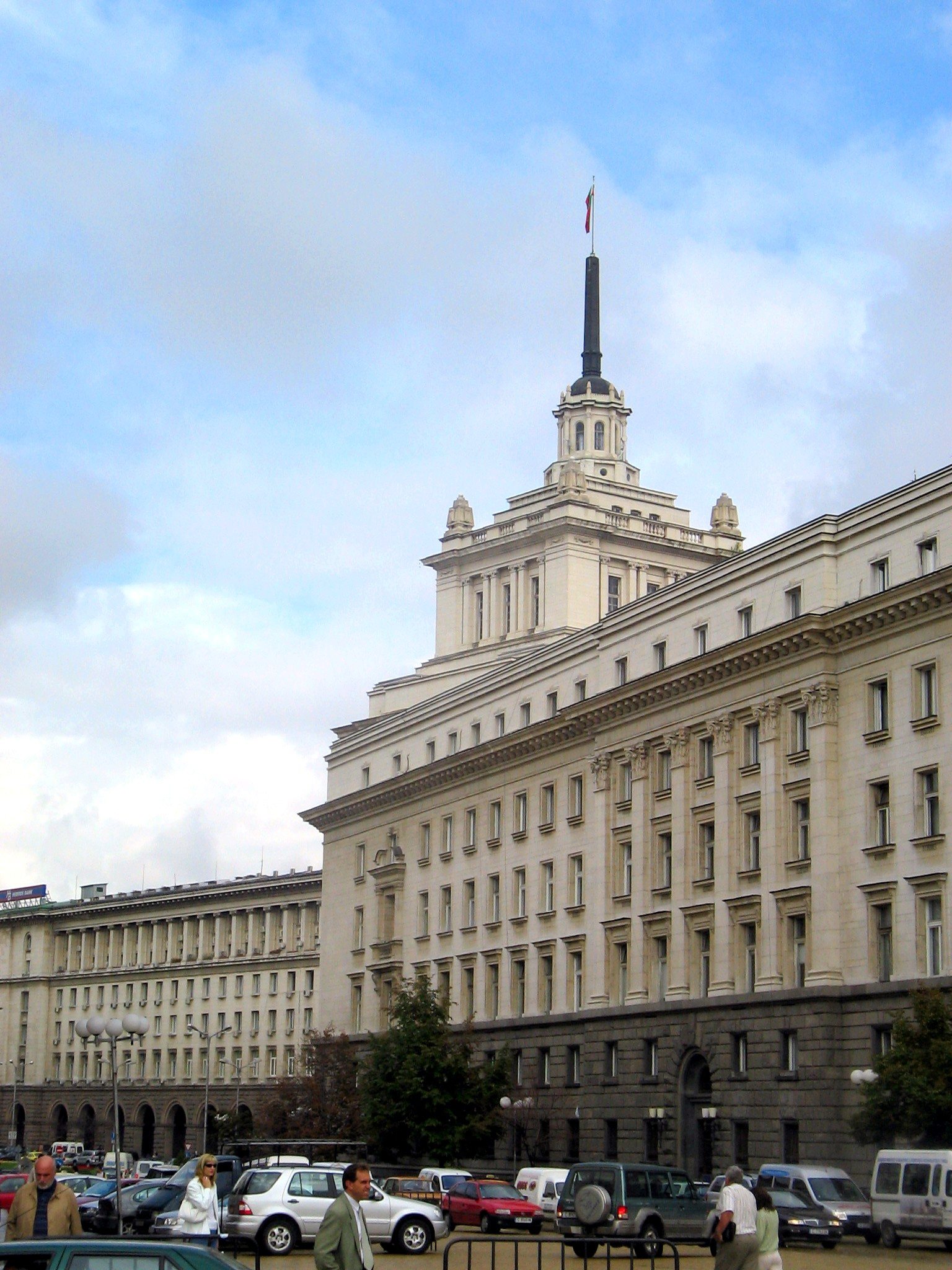
Siedziba bułgarskiego parlamentu, Sofia

„Organizacja i działalność Zgromadzenia Narodowego opiera się na Konstytucji i na uchwalonym przez nie regulaminie” (art. 73). Jest organem stale działającym, decyduje o odbywaniu się posiedzeń. Na pierwszym posiedzeniu nowo wybranego Zgromadzenia Narodowego wybiera się przewodniczącego i zastępców przewodniczącego.
Przewodniczący Zgromadzenia Narodowego jest jego reprezentantem. Do jego najważniejszych zadań należy przedstawianie projektu porządku dziennego posiedzeń, otwieranie, prowadzenie i zamykanie posiedzeń, ogłaszanie uchwał, deklaracji i apeli przyjętych przez Zgromadzenie Narodowe.
„Zgromadzenie Narodowe wybiera ze swego składu komisje stałe i tymczasowe”
(art. 79 ust. 1). Komisje stałe wspomagają działalność Zgromadzenia Narodowego oraz wykonują kontrolę parlamentarną, natomiast komisje tymczasowe wybiera się w celu zbadania określonej sprawy i prowadzenia dochodzeń.
Do uprawnień Zgromadzenia Narodowego należy między innymi:
– uchwalanie, zmiana, uzupełnianie i uchylanie ustaw;
– uchwalanie budżetu państwa;
– ustalanie podatków i określanie ich wysokości;
– ustalenie daty wyborów Prezydenta republiki;
– wybiera i odwołuje premiera, a na jego wniosek-Radę Ministrów;
– na wniosek premiera tworzy, przekształca i znosi ministerstwa oraz dokonuje zmian w składzie rządu;
– wybiera i odwołuje kierowników Bułgarskiego Banku Narodowego.
„Zgromadzenie Narodowe w drodze ustawy ratyfikuje i wypowiada umowy międzynarodowe(...)” (art. 85 ust. 1).
Uchwalane ustawy lub podjęte przez Zgromadzenie Narodowe uchwały są obowiązujące dla wszystkich organów państwowych, organizacji i obywateli. Proces ustawodawczy przebiega w trybie dwóch czytań odbywających się na oddzielnych posiedzeniach.
Ogromnym przywilejem jest, iż wniosek o uchwalenie wotum nieufności wobec Rady Ministrów może przedstawić jedna piąta przedstawicieli ludowych. Jeśli głosowało za nim więcej niż połowa wszystkich przedstawicieli ludowych, wniosek uważa się za przyjęty.
Ostatnim z zadań Zgromadzenia Narodowego jest wybór Izby Obrachunkowej, która przeprowadza kontrolę wykonania budżetu.
Zgromadzenie Narodowe wybiera Ombudsmana, którego zadaniem jest ochrona praw i wolności obywateli (art. 91a ust. 1).
Widać więc, że parlament odgrywa istotną rolę w państwie. Bierze udział w procedurze tworzenia rządu, wybiera Radę Ministrów, ponadto dysponuje środkami umożliwiającymi realizację funkcji kontrolnej (wotum zaufania, wotum nieufności). Członkowie Zgromadzenia Narodowego mają prawo do indywidualnej kontroli nad prowadzoną przez rząd polityką - do tego celu służy instytucja zapytań i interpelacji.

## Władza sądownicza
„Władza sądowa ochrania prawa i uprawnione interesy obywateli, osób prawnych i państwa” (ust. 117 art. 1). Władza ta jest niezawisła, a więc sędziowie, ławnicy sądowi, prokuratorzy i sędziowie śledczy podlegają tylko ustawie. Władza sądowa posiada samodzielny budżet.
Wymiar sprawiedliwości powierzony został Najwyższemu Sądowi Kasacyjnemu, Najwyższemu Sądowi Administracyjnemu oraz sądom apelacyjnym, okręgowym, rejonowym i wojskowym.
Sądy sprawują kontrolę zgodności aktów i działań organów administracji z prawem. Zapewniają równość i konkurencyjność stron w procesie sądowym.
„Najwyższy Sąd Kasacyjny sprawuje zwierzchni nadzór sądowy nad ścisłym i jednolitym stosowaniem ustaw przez wszystkie sądy” (art. 124).
„Najwyższy Sąd Administracyjny sprawuje zwierzchni nadzór sądowy nad ścisłym i jednolitym stosowaniem ustaw w orzecznictwie administracyjnym” (art. 125 ust. 1). Ponadto wypowiada się w sporach dotyczących zgodności z ustawami aktów Rady Ministrów i ministrów.
Prokuratura czuwa nad przestrzeganiem praworządności, pociąga do odpowiedzialności osoby, które popełniły przestępstwo, wnosi oskarżenia w sprawach karnych, sprawuje nadzór nad wykonywaniem sankcji karnych, podejmuje działania zmierzające do uchylenia aktów niezgodnych z prawem.
Instytucjonalną gwarancję przestrzegania zasady niezawisłości władzy sądowniczej stanowi Najwyższa Rada Sądownicza. Składa się ona z 25 członków a przewodniczący Najwyższego Sądu Kasacyjnego, przewodniczący Najwyższego Sądu Administracyjnego oraz prokurator generalny, są jej członkami z mocy prawa. Jedenastu jej członków wybiera Zgromadzenie Narodowe a jedenastu organy władzy sądowej. Ich kadencja trwa 5 lat. Posiedzeniu Najwyższej Rady Sądowniczej przewodniczy minister sprawiedliwości, ale nie uczestniczy on w głosowaniu.
Uchwały Najwyższej Rady Sądowniczej dotyczą powoływania, degradowania, przenoszenia i zwalniania ze stanowiska sędziów, prokuratorów sędziów śledczych. Przewodniczącego Najwyższego Sądu Kasacyjnego, przewodniczącego Najwyższego Sądu Administracyjnego oraz prokuratora generalnego powołuje i odwołuje Prezydent na wniosek Najwyższej Rady Sądowniczej na okres 7 lat.

### Sąd Konstytucyjny
Sąd Konstytucyjny znalazł się poza klasycznym układem wynikającym z zasady podziału władzy, tak więc nie stanowi on elementu wewnętrznej struktury sądowniczej, lecz jest wyspecjalizowanym organem powołanym przede wszystkim do kontroli konstytucyjności prawa.
„Składa się on z 12 sędziów, z których jedną trzecia wybiera Zgromadzenie Narodowe, jedna trzecią Prezydent, a jedna trzecią wybiera zgromadzenie ogólne sędziów Najwyższego Sądu Kasacyjnego i Najwyższego Sądu Administracyjnego” (art. 147 ust. 1). Na sędziów wybiera się prawników o wysokich kwalifikacjach zawodowych i moralnych, z co najmniej piętnastoletnim stażem prawniczym. W tajnym głosowaniu wybierany jest przewodniczący Sądu na okres 3 lat.
Najważniejsze zadnia Sądu Konstytucyjnego:
- ustala obowiązującą wykładnie Konstytucji;
- wypowiada się w sprawie wniosku o ustalenie sprzeczności z Konstytucją ustaw i innych aktów Zgromadzenia Narodowego, jak też aktów prezydenta;
- rozstrzyga spory kompetencyjne między Zgromadzeniem Narodowym, prezydentem i Radą Ministrów, jak też między organami samorządu lokalnego a centralnymi organami wykonawczymi;
- wypowiada się o zgodności z Konstytucja umów międzynarodowych;
- wypowiada się w sprawie sporów o konstytucyjność partii politycznych i stowarzyszeń;
- wypowiada się w sprawie sporów o zgodność z ustawą wyboru prezydenta i wiceprezydenta;
- wypowiada się w sprawie oskarżeń wniesionych przez Zgromadzenie Narodowe wobec prezydenta i wiceprezydenta.

Swoje rozstrzygnięcia podejmuje większością ponad połowy głosów wszystkich sędziów. Decyzje Sądu Konstytucyjnego ogłasza się w terminie 15 dni od ich podjęcia. W trzy dni po jej ogłoszeniu decyzja wchodzi w życie. Aktu uznanego za sprzeczny nie stosuje się od dnia wejścia decyzji w życie. Ustawa nieuznana za niekonstytucyjną zachowuje moc prawną.
Sąd Konstytucyjny działa z inicjatywy co najmniej jednej piątej przedstawicieli ludowych, prezydenta, Rady Ministrów, Najwyższego Sądu Kasacyjnego, Najwyższego Sądu Administracyjnego oraz prokuratora generalnego.

## Samorząd lokalny i administracja lokalna
„Terytorium Republiki Bułgarii dzieli się na gminy i obwody. Podział terytorialny i kompetencje gminy stołecznej oraz innych wielkich miast określa ustawa” (art. 135 ust. 1).
W drodze ustawy mogą być tworzone inne jednostki administracyjno-terytorialne. Gmina ma osobowość prawna, na jej terenie realizuje się samorząd lokalny. Obywatele uczestniczą w zarządzaniu gminą za pośrednictwem wybranych przez siebie organów oraz bezpośrednio poprzez referendum i ogólne zgromadzenie mieszkańców.
Organem samorządu lokalnego w gminie jest rada gminna, wybierana przez mieszkańców na okres 4 lat. Organem wykonawczym gminy jest wójt, również wybierany przez mieszkańców na okres 4 lat. W swej działalności kieruje się ustawą, aktami rady gminnej i uchwałami mieszkańców.
Gmina ma samodzielny budżet, którego stałe źródła finansowe określa ustawa. Normalną działalność gminy wspomaga państwo poprzez środki budżetowe.
„Kierownictwo administracyjne w obwodzie sprawuje naczelnik obwodu wspomagany przez administracje obwodową” (art. 143 ust. 1). Naczelnik obwodu jest powoływany przez Radę Ministrów. Zapewnia on realizację polityki państwa, odpowiada za ochronę interesów ogólnokrajowych, praworządności i porządku publicznego oraz sprawuje kontrolę administracyjną.

## Podział administracyjny
Terytorium Bułgarii podzielone jest na 278 gmin obejmujących 28 prowincji. Władzę w gminach sprawują rady gminne, które są podstawowym elementem władzy samorządowej. W ich gestii znajduje się określanie kierunków rozwoju gminy.
Prowincje są jednostkami administracji terytorialnej zarządzanymi przez gubernatorów, którzy mają za zadanie wdrażanie polityki regionalnej rządu na podlegającym im terenie. Gubernatorzy, wraz z administracją regionalną zarządzają prowincjami korzystając ze środków pochodzących z budżetu centralnego. Gubernatorowie mianowani są przez Radę Ministrów.
Ponadto, dla celów planowania gospodarczego – w tym wykorzystania funduszy Unii
Europejskiej, prowincje zostały w programach rządowych zgrupowane w sześć następujących regionów:
1. Region Północno-Zachodni, w skład którego wchodzą prowincje: Widin, Wraca, Montana;
2. Region Północno-Centralny, prowincje: Weliko Tyrnowo, Gabrowo, Łowecz, Plewen, Ruse;
3. Region Północno-Wschodni, prowincje: Dobricz, Szumen, Warna, Razgrad, Silistra, Tyrgowiszte;
4. Region Południowo-Zachodni, prowincje: miasto Sofia, Sofia-prowincja, Błagoewgrad, Kjustendił, Pernik;
5. Region Południowo-Centralny, prowincje: Pazardżik, Płowdiw, Smolan, Kyrdżali, Stara Zagora, Chaskowo;
6. Region Południowo-Wschodni, prowincje: Burgas, Sliwen, Jamboł.